# Spoorlijn Tétange - Langengrund
De Spoorlijn Tétange - Langengrund is een goederenspoorlijn tussen Tétange en Langengrund in Luxemburg. De spoorlijn is 3,3 km lang en heeft als nummer CFL Lijn 6d.

## Geschiedenis
De spoorlijn werd gebouwd en geëxploiteerd door de spoorwegmaatschappij "Compagnie Grande Luxembourg" en werd geopend op 29 september 1884 om te voorzien in een spooraanlsuiting voor de mijnen rond Rumelange. Thans wordt de cementfabriek van Intermoselle bediend door de lijn.

## Aansluitingen
In de volgende plaats is er een aansluiting op de volgende spoorlijn:
Tétange
CFL 6c, spoorlijn tussen Noertzange en Rumelange-Ottange

## Elektrificatie
Het traject van de CFL werd in 1980 geëlektrificeerd met een spanning van 25.000 volt 50 Hz.